# Pressione bassa
Pressione bassa è un album in studio del 1980 di Giorgio Gaber.

## Tracce
1. Pressione bassa
2. La ballata dell'immaginario R.M., P.B. e altri
3. Ritratto dello zio
4. Non è più il momento
5. L'illogica allegria
6. Una donna
7. Il contrattempo
8. Il dilemma

## Formazione
- Giorgio Gaber – voce
- Sergio Farina – chitarra acustica, chitarra elettrica
- Oscar Rocchi – tastiere
- Gigi Cappellotto – basso
- Walter Scebran – batteria, percussioni
- Sergio Almangano – violino
- Umberto Benedetti Michelangeli – violino
- Renato Riccio – viola
- Paolo Salvi – violoncello
- Bruno De Filippi – armonica, chitarra hawaiana
- Hugo Heredia – flauto
- Marcello Masi – oboe